# 佐藤安孝
佐藤安孝（1940年2月3日—）是一名日本前排球运动员。他在1964年夏季奥林匹克运动会中，参加了男子排球比赛并获得铜牌。他也参加了1962年亚洲运动会。